# Метро
Вижте пояснителната страница за други значения на Метро.
Метро̀то (съкратено от метрополитен; известно още като подземна железница) е градски, извънградски, метрополен (или комбинация от някои от тези) бърз обществен железопътен транспорт, движещ под или над земната повърхност. Метрото спира на метростанции в населени места, както и в близост до важни транспортни възли, забележителности и други обекти.
Линиите на метрото и техни отделни участъци могат да бъдат подземни (тунели), наземни и надземни (мостове и естакади). Общата дължина на линиите варира в различните градове, като може да достигне от няколко до 1300 km (в Ню Йорк).

## Терминология
Названието „метрополитен“ (метро) е прието в много страни. То произлиза от името на компанията Metropolitan Railway („столична железница“), която е построила първото метро в Лондон. Въпреки че компанията е британска, днес във Великобритания се използва терминът underground, а в САЩ subway или metro (във Вашингтон например) или някакво местно понятие или съкращение като BART в Сан Франциско например. Името на Metropolitan Railway е придобило популярност във Франция, където компанията спечелила конкурса за строителство на парижкото метро.
В Германия има два вида транспорт – U-Bahn (Untergrundbahn) и S-Bahn (Stadtbahn): първият вид се състои от подземни линии, а вторият – от надземни и наземни линии, които образуват обща система на градски транспорт. Аналогично, в Чикаго и други градове в САЩ, където железопътната линия преминава главно по естакади, съществува термин el или L (от англ. elevated – „повдигнат“).

## История
Първата метролиния е построена в Лондон през 1863 година и е била малко по-дълга от 5 km. Първоначално композициите в него са теглени от парен локомотив, който изпълвал с черен дим тунелите вследствие на липса на електрически вентилатори за принудително извеждане на дима извън тунела. По-късно, през 1890 година, в Лондонското метро е построена и първата линия с монтирана в средата на коловоза контактна релса, свързана с постояннотоков източник. През 1891 година подобно съоръжение е построено и в Глазгоу, Шотландия.
Бостън е първият американски град с метро, открито през 1897 година. Първата подземна железница в Ню Йорк е построена през 1904 година. Повече от 150 града в света имат метро.
В континентална Европа най-старата подземна линия е построена от френски инженери през 1875 година в Истанбул, но тя е с ограничена дължина и вагоните са теглени от животинска тяга. Поради този факт най-често се приема, че първото метро в Европа е построено в Будапеща през 1896 година.
Първоначално вагоните в метрото нямали прозорци – конструкторите мислели, че никой няма да иска да гледа в тъмния тунел.

## Капацитет
Капацитетът на една метролиния се получава чрез умножаване на капацитета на вагона, дължината на влака и честотата на обслужване. Големите метровлакове могат да имат шест до дванадесет вагона, докато по-малките системи използват четири вагона или по-малко. Вагоните са с капацитет от 100 до 150 пътници, вариращи в зависимост от съотношението между броя седящи и стоящи места. Минималният интервал от време между влаковете е по-кратък при метрото, отколкото при основните железопътни линии благодарение на използването на автоматизирано управление на влаковете: минималният интервал може да достигне 90 s, но много системи обикновено използват 120 s, за да позволят възстановяване на разписанието след закъснения. Типичният капацитет на линиите достига 1200 души на влак, което дава 36 000 души на час. Най-високият капацитет е 80 000 души на час при метрото, собственост на MTR Corporation в Хонг Конг.